# زبان ایرلندی
زبان ایرلندی (به ایرلندی: Gaeilge، تلفظ: گِلْگه) یکی از زبان‌های سلتی است که در ایرلند بدان سخن می‌گویند. اگرچه زمانی همهٔ جزیره ایرلند به این زبان صحبت می‌کردند ولی امروزه این زبان بخش کوچکی از ایرلندی‌ها است. با این همه دولت جمهوری ایرلند پشتیبان این زبان به عنوان زبان رسمی کشور و یکی از زبان‌های رسمی اتحادیه اروپا است. همچنین این زبان، زبان رسمی ایرلند شمالی شناخته می‌شود. جمعیت کسانی که در سرزمین ایرلند زبان مادریشان ایرلندی است میان ۷۰٬۰۰۰ تا ۸۳٬۰۰۰ تن برآورد می‌شود. با این همه این زبان برپایه سرشماری‌ها و برآوردها ۳۸۰ هزار گویشور دارد.

## تاریخچه
زبان انگلیسی نخست پس از حمله نورمن‌ها به ایرلند توسط عدهٔ اندکی از دهقانان و بازرگانان که از انگلستان آمده بودند، سخن گفته می‌شد. پس از حملهٔ خاندان تودور از سال ۱۵۳۰ میلادی، زبان انگلیسی به‌طور گسترده جایگزین زبان ایرلندی شد.

امروزه کمتر از ۱۰ درصد جمعیت جمهوری ایرلند، به زبان ایرلندی در خارج از نظام آموزشی سخن می‌گویند. و ۳۸ درصد از افراد بالای ۱۵ سال در ایرلند شمالی به عنوان گویشوران زبان ایرلندی شناخته می‌شوند.
برخی از عشایر بومی ایرلند نیز به زبان شلتا سخن می‌گویند.

## متن نمونه
مادّهٔ اوّل از اعلامیه جهانی حقوق بشر
| ایرلندی: Saolaítear gach duine den chine daonna saor agus comhionann i ndínit agus i gcearta. Tá bua an réasúin agus an choinsiasa acu agus ba cheart dóibh gníomhú i dtreo a chéile i spiorad an bhráithreachais. | پارسی: تمام افراد بشر آزاد به دنیا می‌آیند و از لحاظ حیثیت و حقوق با هم برابرند. همه دارای عقل و وجدان می‌باشند و باید نسبت به یکدیگر با روح برادری رفتار کنند. |